# Dorian Yates
Dorian Andrew Mientjez Yates, född 19 april 1962 i Sutton Coldfield, England, är en brittisk professionell kroppsbyggare, mest känd för att ha vunnit Mr. Olympia sex gånger i rad, med början 1992.

## Titlar
- 1985 World Games, sjunde plats (amatör)
- 1990 Night of Champions, andra plats
- 1991 Night of Champions, första plats
- 1991 Mr. Olympia, andra plats
- 1991 English Grand Prix, första plats
- 1992 Mr. Olympia, första plats
- 1992 English Grand Prix, första plats
- 1993 Mr. Olympia, första plats
- 1994 Mr. Olympia, första plats
- 1994 Spanish Grand Prix, första plats
- 1994 German Grand Prix, första plats
- 1994 English Grand Prix, första plats
- 1995 Mr. Olympia, första plats
- 1996 Mr. Olympia, första plats
- 1996 Spanish Grand Prix, första plats
- 1996 German Grand Prix, första plats
- 1996 English Grand Prix, första plats
- 1997 Mr. Olympia, första plats

### Tävlingsmått
- Mr. Olympia 1994-mått
- Höjd: 1,78 meter
- Tävlingsvikt: 122,5 kg
- Off-Season-vikt:  136 kg

- Bröstkorg 150 cm
- Armar 54,5 cm
- Midja 86,5 cm
- Lår 78,7 cm
- Vader  53,3 cm